# (500087) 2011 YL57
(500087) 2011 YL57 es un asteroide perteneciente al cinturón de asteroides, descubierto el 29 de diciembre de 2011 por el equipo del Spacewatch desde el Observatorio Nacional de Kitt Peak, Arizona, Estados Unidos.

## Designación y nombre
Designado provisionalmente como 2011 YL57.

## Características orbitales
2011 YL57 está situado a una distancia media del Sol de 2,318 ua, pudiendo alejarse hasta 2,384 ua y acercarse hasta 2,251 ua. Su excentricidad es 0,028 y la inclinación orbital 6,142 grados. Emplea 1289,43 días en completar una órbita alrededor del Sol.

## Características físicas
La magnitud absoluta de 2011 YL57 es 17,8.